# Migdònia de Mesopotàmia
Migdònia de Mesopotàmia (en llatí Mygdonia, en grec antic Μυγδονία) era un districte de la part nord-est de Mesopotàmia, a la regió després anomenada Sindjar, que s'estenia per la vora de Zeugma, al sud-est de la Commagena i a l'oest de l'Adiabene.
Estrabó la situa a l'est de Zeugma, però també diu que Nisibe en formava part. Segons Estrabó es va dir així perquè va ser poblada pels mygdones de Macedònia i situa a la regió la capital de Tigranes II d'Armènia, Tigranocerta.
Els macedonis van donar a Nísibis el nom d'Antioquia de Migdònia. Probablement és una confusió dels macedonis amb el nom de la població local, els magdons (Xenofont esmenta els Μαρδόνιοι).
L'any 66 aC Tigranes, en fer la pau amb els romans, va cedir Migdònia, Osroene, Commagena i Síria a Roma.